# 天鵝湖公園
23°19′53″N 120°19′04″E / 23.331412°N 120.317849°E

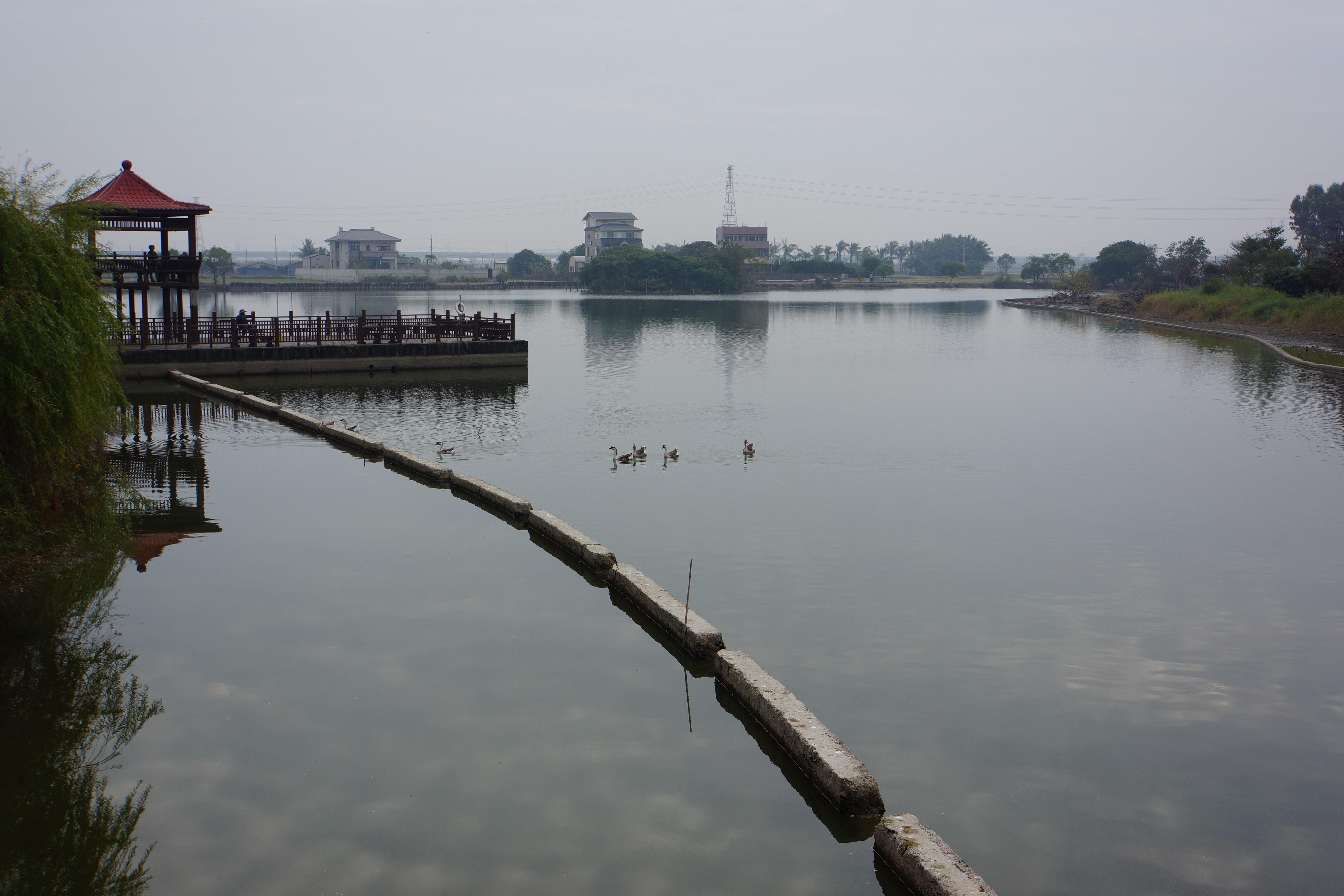
天鵝湖公園湖畔

天鵝湖公園位於臺灣臺南市新營區埤寮里，是以「埤寮埤」為中心所形成的公園。其名稱據說是過去當地有將埤寮埤、新營市區、太子宮、鐵線橋一帶的風水視為「天鵝穴」，而埤寮埤正位於天鵝眼的位置，故將埤寮埤改稱天鵝湖。過去湖中並沒有天鵝，後來新營市長李宗智等人從彰化種畜繁殖場購入兩對黑天鵝，以讓天鵝湖名實相符。
該公園曾以「新營埤寮埤」的名義入選為南瀛百景之一。

## 埤寮埤
埤寮埤過去約有13公頃大（現約10公頃），附近約在清嘉慶年間有陳姓移民到此定居，並迎請伽藍尊王。後來移民漸多後，當地形成聚落「埤寮仔」（後稱「埤寮」），原本無名的埤塘也因而被稱作「埤寮埤」。
過去埤寮埤曾是附近居民養魚、種菱角之處，也是灌溉用水的來源。曾文水庫建好之後，附近農民的灌溉用水主要改由嘉南大圳供應，剩餘的水則流入埤寮埤。埤寮埤的功能變成調節水量的蓄水池。

## 交通
- 大台南公車：

| 編號      | 客運業者 | 路線                           | 停靠站     |
| --------- | -------- | ------------------------------ | ---------- |
| 黃6       | 新營客運 | 新營－白沙屯－後壁火車站       | 天鵝湖公園 |
| 黃6區間車 | 新營客運 | 新營－白沙屯                   | 天鵝湖公園 |
| 黃6-1     | 新營客運 | 新營－菁寮－土庫里－白河轉運站 | 天鵝湖公園 |

- 公共自行車T-Bike：
  - 天鵝湖公園站：32車位

## 外部連結
- 天鵝湖公園(舊名埤寮埤) - 台南旅遊網 （页面存档备份，存于）
- 臺南市新營區公所 -天鵝湖 （页面存档备份，存于）
- YouTube上的(Live)即時美景-台南新營天鵝湖公園-2024新營波光節-波光圈-天鵝湖主燈區(by凱擘南天Home Security服務)